# Elza van den Heever
Elza van den Heever (* 1979) ist eine südafrikanische Sopranistin. Von 2008 bis 2013 war sie Ensemblemitglied der Oper Frankfurt, in der Spielzeit 2023/24 trat sie auf in der Rolle der Kaiserin (Frau ohne Schatten) unter Christian Thielemann an der Wiener Staatsoper und an der Metropolitan Opera in ihrem Rollendebüt als Elisabeth (Tannhäuser). Unter der Leitung von Yannick Nézet-Séguin trat sie als Wozzeck-Marie und als Salome an der MET sowie als Kaiserin in Die Frau ohne Schatten konzertant mit den Rotterdamer Philharmonikern auf, wie auch mit gleichem Dirigenten und Orchester als Sieglinde (Die Walküre) im April 2024 in Baden-Baden.